# Bijl

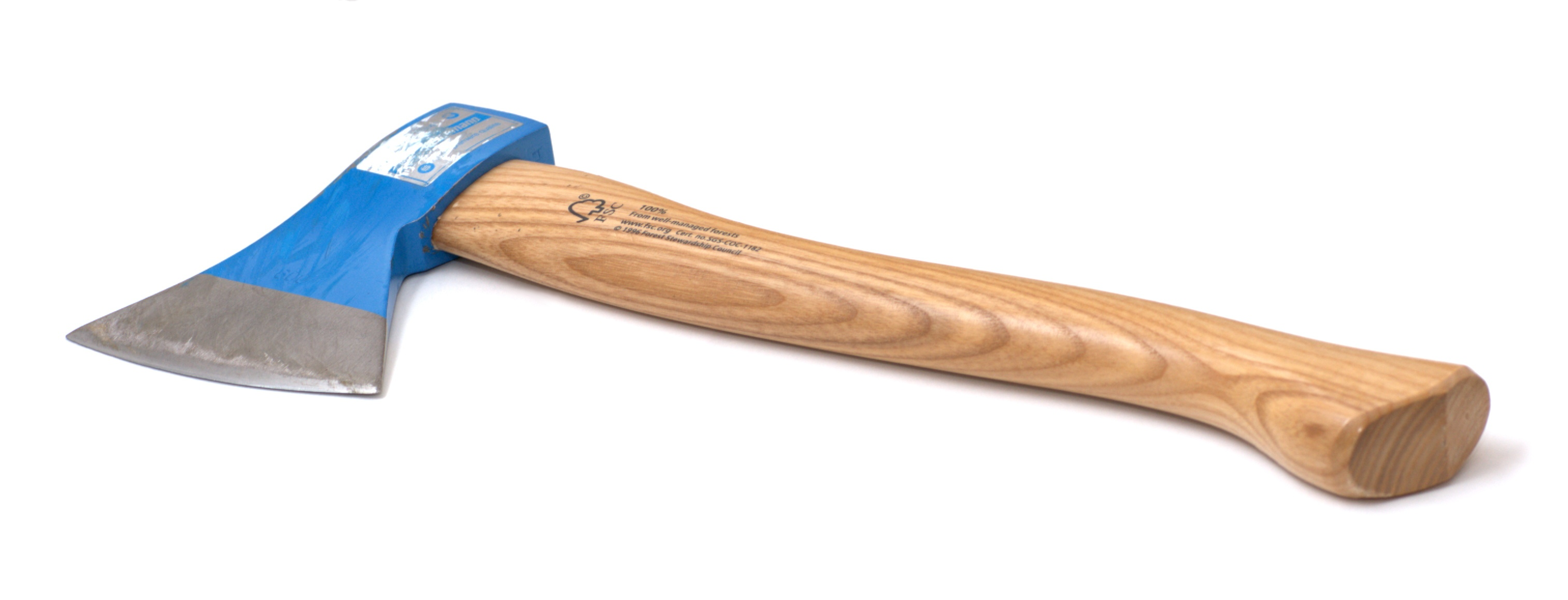
Moderne bijl

Een bijl is een zwaar gereedschap met een snede om te hakken en te klieven.

## Geschiedenis

### Steen

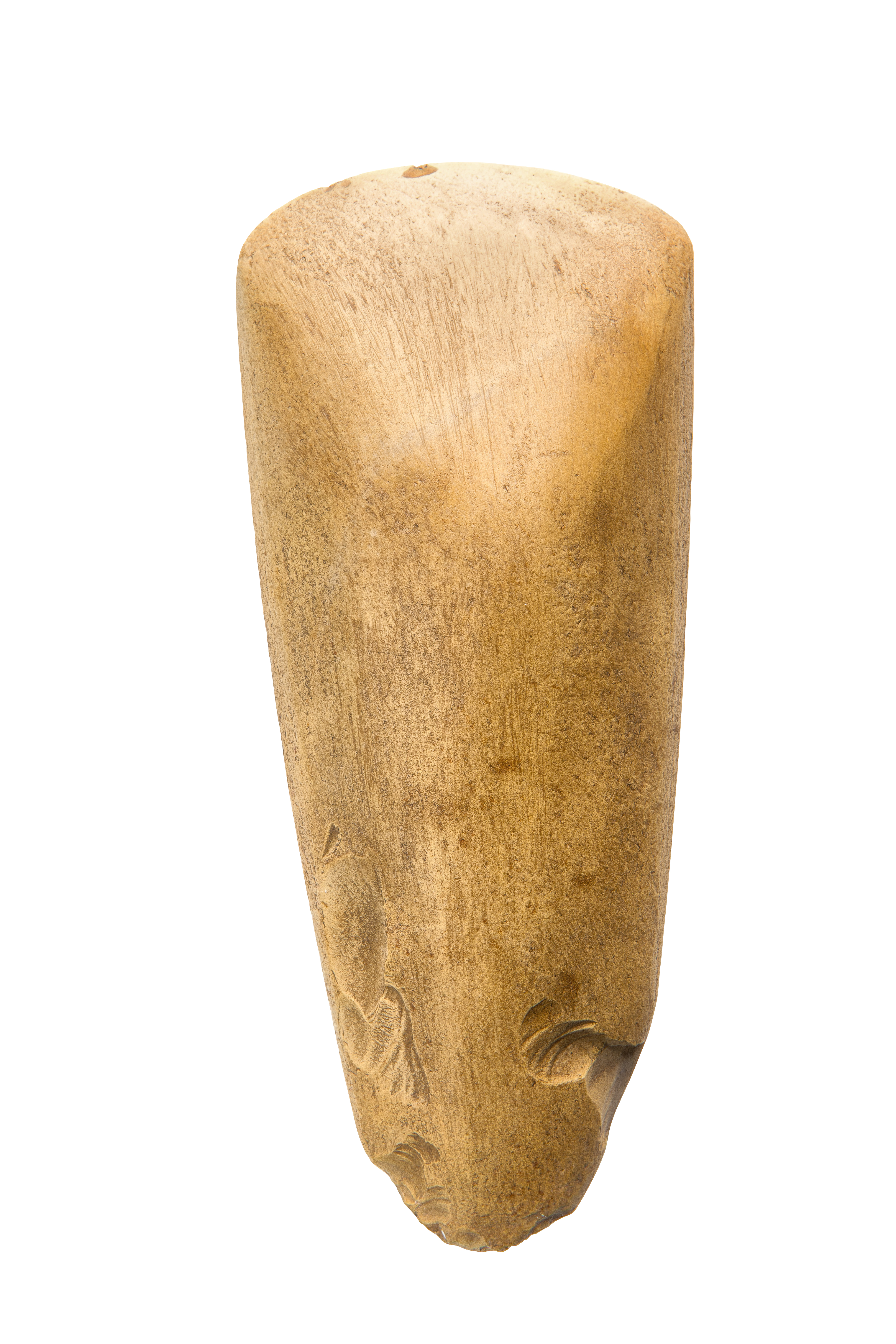
Gepolijste bijl in silex, 4300 tot 1800 v.C., gevonden in Hamont (Gallo-Romeins Museum, Tongeren)

Vuistbijlen behoren tot de oudst bekende stenen werktuigen en gaan terug tot het vroegste steentijd. Zij werden gemaakt door splinters van een steen af te slaan waardoor een scherpe rand ontstond. Deze bijlen konden ook worden gebruikt als mes of schraper. Uit de midden steentijd zijn de eerste bijlen bekend die aan stelen werden bevestigd. Hiermee kan een grotere kracht worden uitgeoefend waardoor de gebruiker met een lichtere bijl kan werken en minder snel vermoeid raakt. De bijlen uit de nieuwe steentijd waren soms mooie glad geslepen stenen bijlen van vuursteen of andere steensoorten. Deze bijlen waren niet alleen functionele objecten  (voor ontbossing bv.) maar ook ceremoniële of prestigeobjecten die geruild werden voor andere goederen.

### Koper
In de kopertijd werden ook koperen gegoten bijlen gemaakt met dezelfde vlakke vorm als de stenen bijlen. De bekende ijsmummie Ötzi was in het bezit van zo'n vlakbijl, waarvan de kling voor 99% uit koper bestaat.

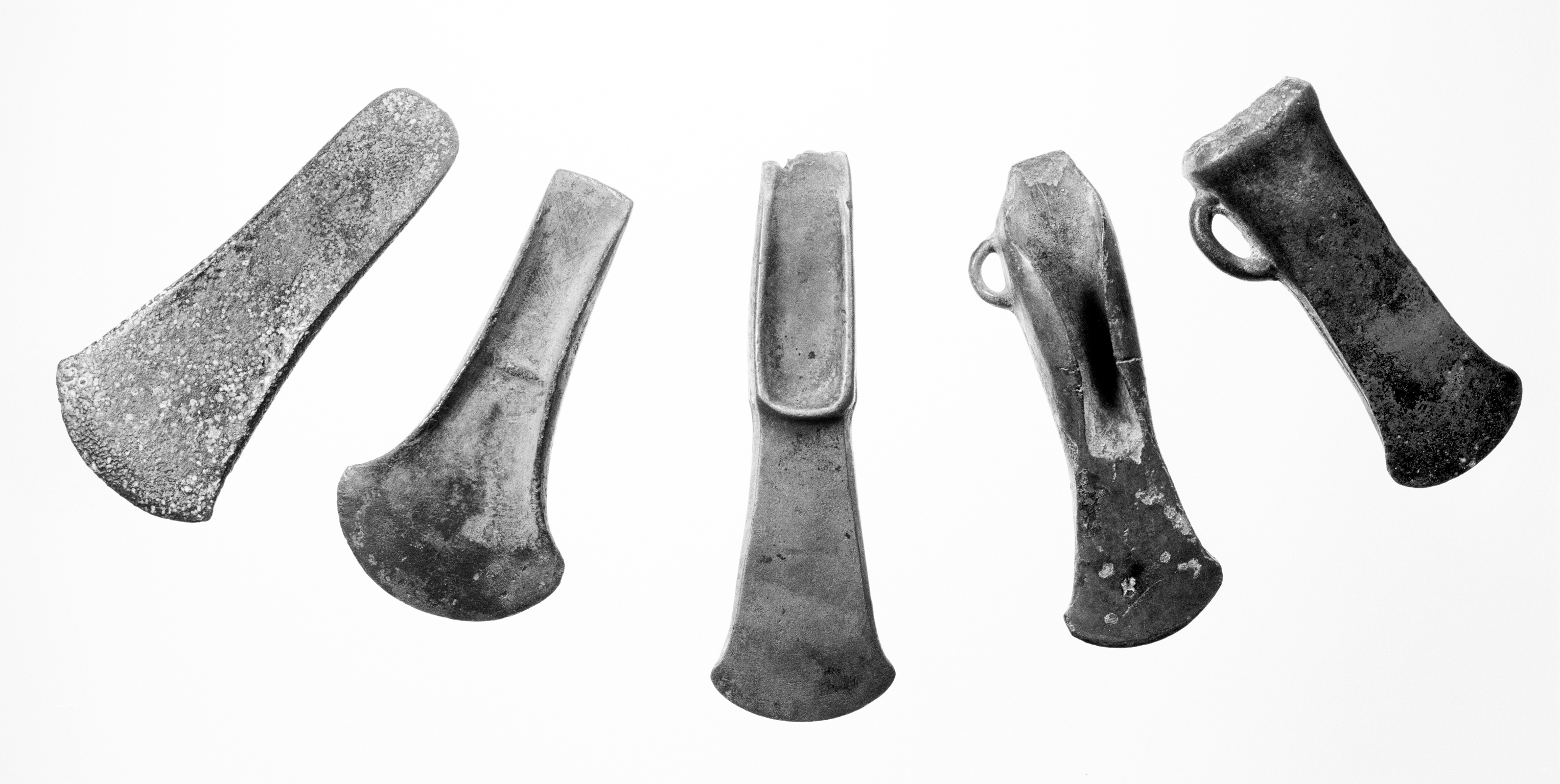
Bronzen bijlen met van links naar rechts een vlakbijl uit de vroege bronstijd, een randbijl, hielbijl en vleugelbijl uit de midden-bronstijd en een kokerbijl uit de late bronstijd

### Brons
In de bronstijd ging men over op brons, dat duurzamer en gemakkelijker te gieten is dan koper. Brons kan zo gegoten worden dat er holle ruimten ontstaan, waarin gemakkelijk een steel bevestigd kan worden. Een bijkomend voordeel was dat de holle ruimten ook voor een besparing van de hoeveelheid brons zorgden. Bovendien waren bronzen bijlen scherper dan koperen exemplaren en kon men eenmaal versleten werktuigen weer omsmelten om er nieuwe van te maken. De eerste bronzen bijlen waren vlakbijlen. In feite kopieën van hun stenen voorgangers; ze werden op dezelfde wijze in een houten steel gezet. Pas later werden de specifieke mogelijkheden van het nieuwe materiaal uitgebuit. Door verbeteringen in het gietproces werden in de midden-bronstijd in geleidelijke stappen achtereenvolgens de randbijl, de hielbijl en de vleugelbijl ontwikkeld. In de late bronstijd gevolgd door de kokerbijl. Gaandeweg maakte men een oogje aan de bijl, waardoor deze niet snel verloren kon worden tijdens het werk.
Bijlen met schachtgat waren al wijdverbreid in de bronstijd van de Kaukasus en de Oost-Europese jamnacultuur. Stenen imitaties hiervan ziet men bij de strijdbijlen van de touwbekercultuur en koperen versies zijn gevonden bij kopertijdculturen in Midden- en Oost-Europa. In de Europese bronstijd was dit type echter relatief zeldzaam.

### IJzer en staal
De laatste stap in de ontwikkeling was de overgang van gieten naar smeden. Deze stap werd gemaakt in de ijzertijd, toen men bijlen ging smeden van smeedijzer en staal. Voorwerpen die gesmeed zijn, zijn beduidend sterker dan gegoten voorwerpen van gelijke vorm.

## Gebruik
Bijlen worden gebruikt als gereedschap voor het bewerken van hout of als wapen en soms voor beide doeleinden (zoals de bijlen uit de bronstijd). Een keukenbijltje is in veel huishoudens aanwezig voor bijvoorbeeld het kleinhakken van aanmaakhout en het slachten van kippen.
Voor het omhakken van bomen zijn zware bijlen met lange stelen gebruikelijk, voor het hakken van grote blokken brandhout lichtere bijlen zoals bijvoorbeeld een kloofbijl. Ten slotte is er de dissel, een bijl waarbij de bijlkop een kwartslag gedraaid is die gebruikt wordt om bijvoorbeeld holtes uit te hakken.
Bijlen als wapen zijn meestal lichter, omdat tijdens een gevecht snelheid van belang is. Bekende strijdbijlen uit de geschiedenis zijn de stenen hamerbijlen uit de nieuwe steentijd, de francisca, een werpbijl die door de Franken werd gebruikt, of de tomahawk van de Noord-Amerikaanse indianen.
Een bijzonder geval is de bijl die in de middeleeuwen en daarna door scherprechters werd gebruikt om mensen te onthoofden. Verder is de hellebaard een lans met een bijlkop net onder de lanspunt.

Afbeeldingen
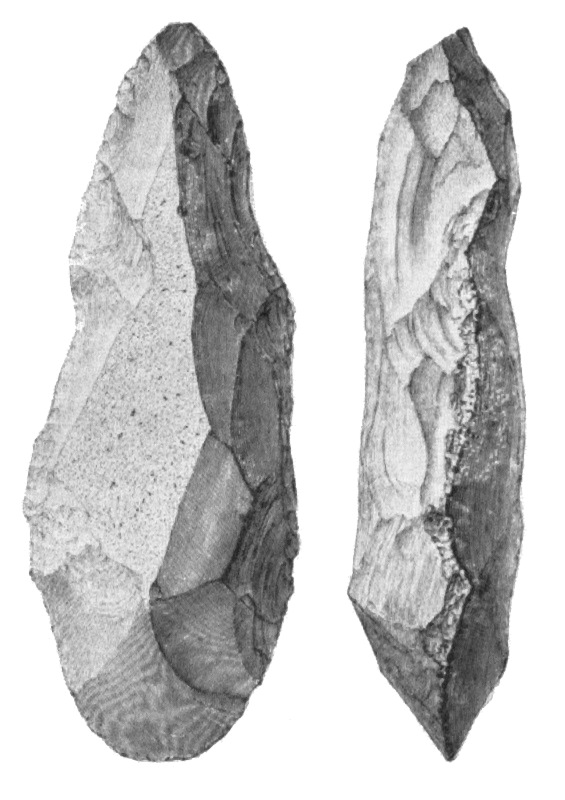
Paleolithische vuistbijl
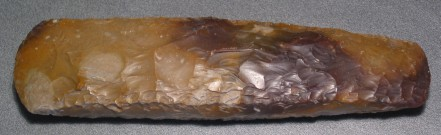
Neolithische vuurstenen bijl
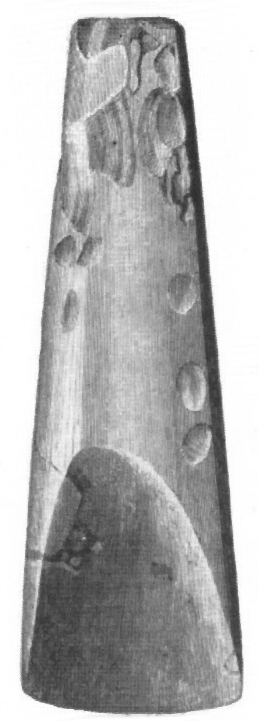
Neolithische gepolijste bijl
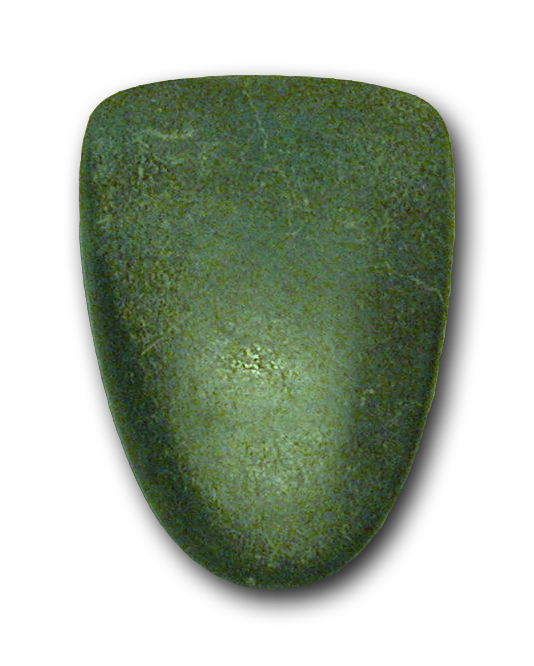
Neolithische gepolijste bijl
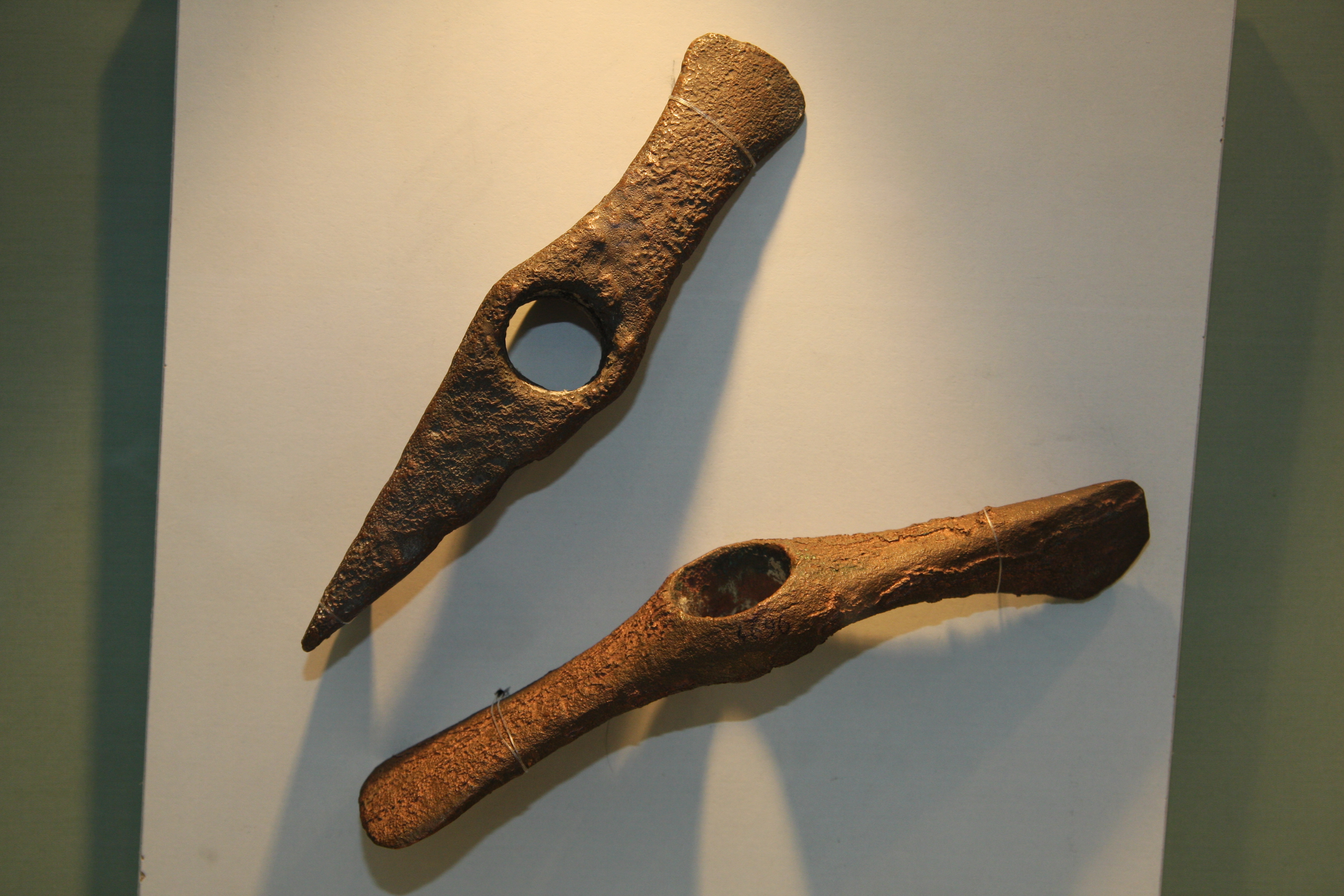
koperen bijlen met schachtgat
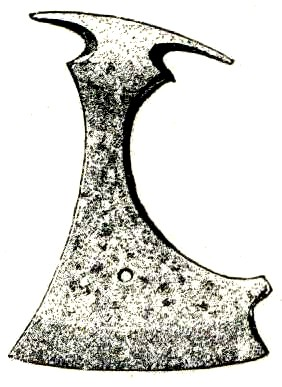
Zweedse bijl uit de ijzertijd
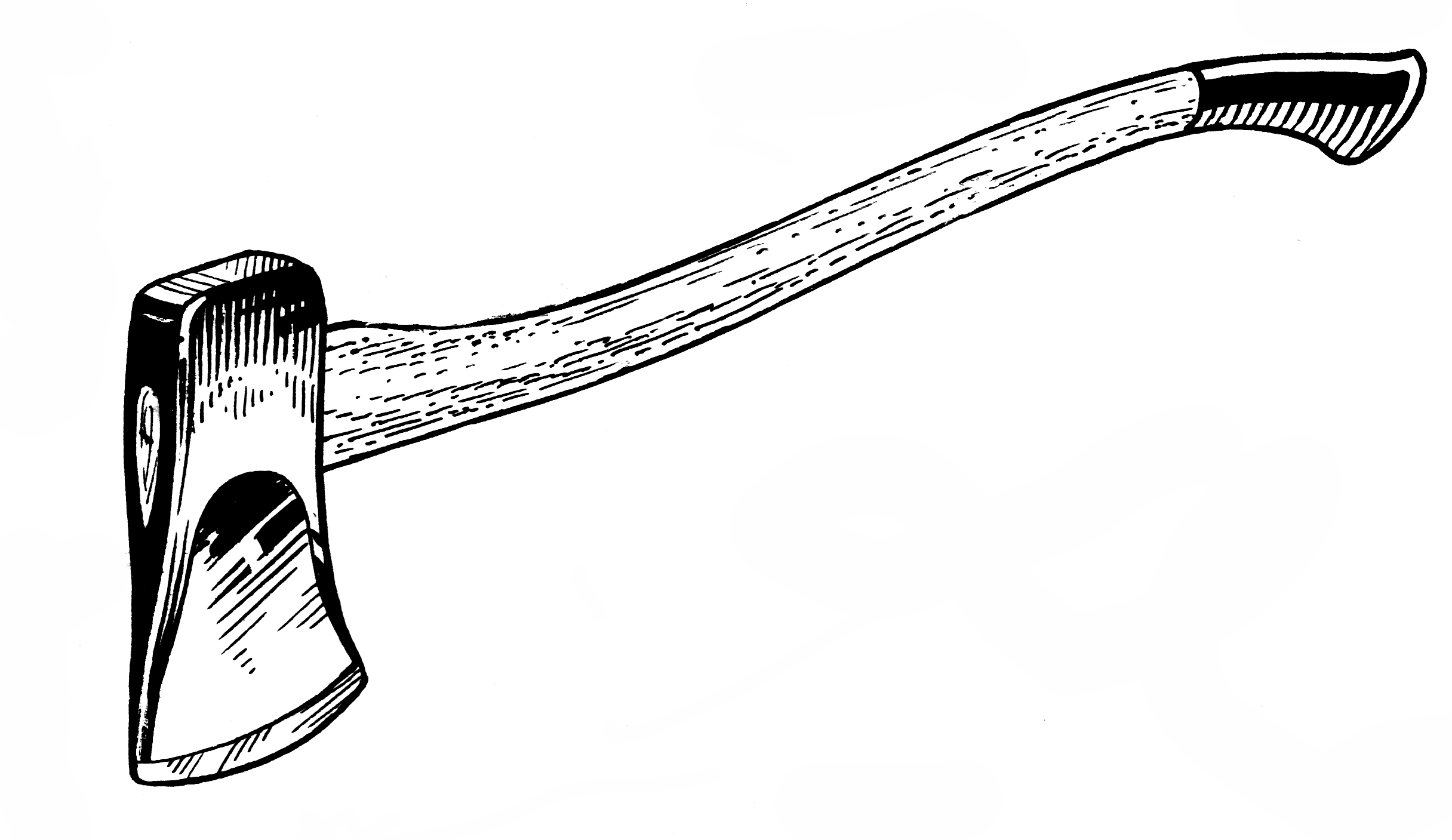
Moderne bijl